# Дуньхуа
Дуньхуа́ (кит.: 敦化市, Dūnhuà) або Тонхва́ (кор. 돈화시) — повітове місто у Китайській Народній Республіці, в провінції Цзілінь. Входить до складу Яньбянь-Корейської автономної префектури. Площа — 11957 км²; населення — 482 тисяч осіб (2004). 5 % населення складають корейці.
У середньовіччі було місцем розташування ранньої столиці держави Бохай (742—756). У часи династії Цін місто називалося маньчжурською Одолі, а китайською — Аодун (敖东, Áodōng). У 1932—1945 роках входило до складу Маньчжурської держави. В 1945 році було останнім місцем дислокації штабу 1-го фронту Імперської армії Японії.
Містечко славиться найбільшою в північному Китаї статуєю Будди (金鼎大佛). Висота статуї становить 48 м, а всередині розміщено ще 9999 маленьких статуеток Будд, вони разом утворюють цифру 10000. Також Дуньхуа вважається одним з основних міст стародавнього царства Бохай (渤海), хоча нині майже не залишилося матеріальних історичних пам'яток, але в містечку діє тематичний парк та музей, присвячений історії древньої держави.

## Клімат
Місто знаходиться у зоні, котра характеризується вологим континентальним кліматом з теплим літом. Найтепліший місяць — липень із середньою температурою 18.9 °C (66 °F). Найхолодніший місяць — січень, із середньою температурою -17.2 °С (1 °F).
| Клімат Дуньхуа          | Клімат Дуньхуа | Клімат Дуньхуа | Клімат Дуньхуа | Клімат Дуньхуа | Клімат Дуньхуа | Клімат Дуньхуа | Клімат Дуньхуа | Клімат Дуньхуа | Клімат Дуньхуа | Клімат Дуньхуа | Клімат Дуньхуа | Клімат Дуньхуа | Клімат Дуньхуа |
| Показник                | Січ.           | Лют.           | Бер.           | Квіт.          | Трав.          | Черв.          | Лип.           | Серп.          | Вер.           | Жовт.          | Лист.          | Груд.          | Рік            |
| Середній максимум, °C   | −10            | −6             | 1              | 11             | 19             | 22             | 25             | 24             | 19             | 12             | 1              | −6,1           | 9              |
| Середня температура, °C | −17            | −13            | −5             | 4              | 11             | 16             | 19             | 19             | 12             | 4              | −5             | −13            | 2              |
| Середній мінімум, °C    | −23            | −20            | −11            | −1             | 4              | 10             | 15             | 14             | 6              | −1             | −10            | −19            | −3             |
| Норма опадів, мм        | 4              | 6              | 12             | 30             | 61             | 107            | 153            | 146            | 65             | 31             | 17             | 8              | 638            |
| ----------------------- | -------------- | -------------- | -------------- | -------------- | -------------- | -------------- | -------------- | -------------- | -------------- | -------------- | -------------- | -------------- | -------------- |
| Джерело: Weatherbase    |                |                |                |                |                |                |                |                |                |                |                |                |                |